# Cerastes vipera
Espèce
Synonymes
- Coluber vipera Linnaeus, 1758
- Aspis vipera (Linnaeus, 1758)
- Vipera aegyptiaca Daudin, 1803
- Cerastes richiei Gray, 1842
- Vipera avicennae Jan, 1859

Statut de conservation UICN

 LC  : Préoccupation mineure
Cerastes vipera est une espèce de serpents de la famille des Viperidae.
Elle est surnommée "vipère d'Avicenne",.
Elle appartient au genre cerastes comprenant entre autres la vipère à cornes (cerastes cerastes).

## Répartition
Cette espèce se rencontre en Mauritanie, au Sahara occidental, au Maroc, en Algérie, au Mali, au Niger, en Tunisie, en Libye, en Égypte au Sinaï et en Israël.

## Description

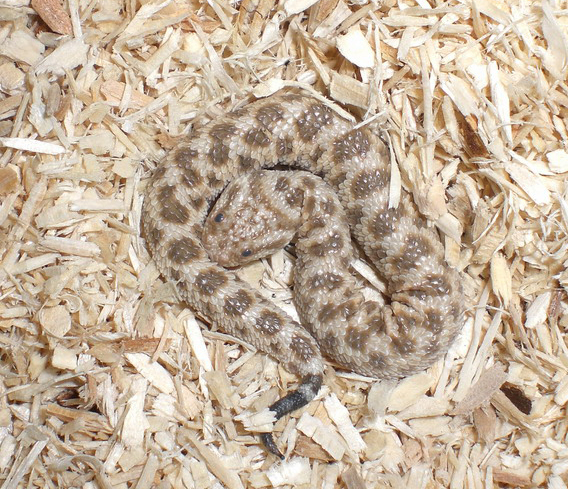
Cerastes vipera

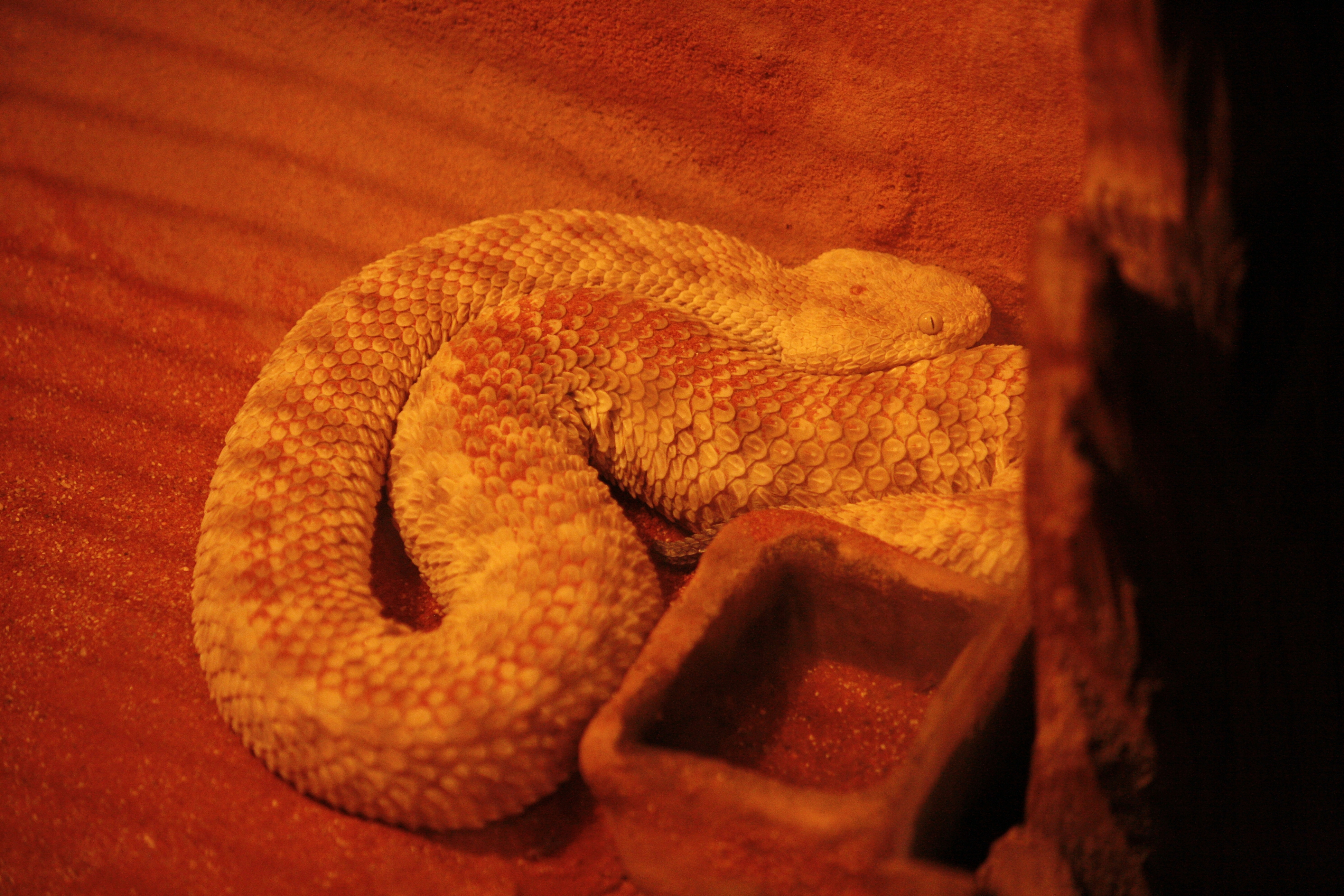
Cerastes vipera

Cerastes vipera mesure en moyenne 35 cm et jusqu'à un maximum de 50 cm.

## Publication originale
- Linnaeus, 1758 : Systema naturae per regna tria naturae, secundum classes, ordines, genera, species, cum characteribus, differentiis, synonymis, locis, ed. 10 (texte intégral).